# Gruna (Pardubice)
Gruna é uma comuna checa localizada na região de Pardubice, distrito de Svitavy.